# Groupe École supérieure de commerce de Pau
Éklore-ed School of Management (anciennement connue sur le nom d'ESC Pau Business School), est un établissement d'enseignement supérieur français en management.

## Histoire

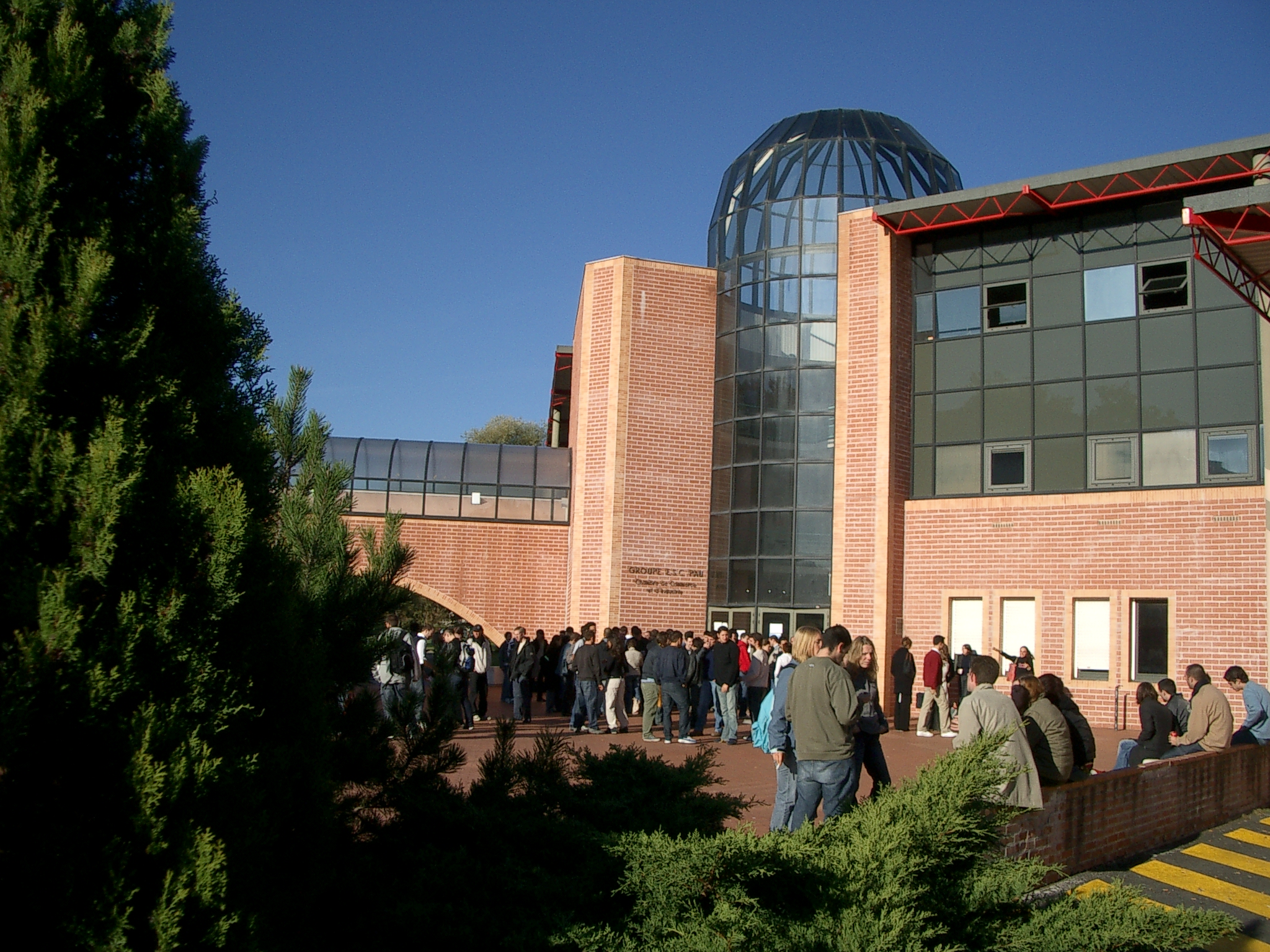
Parvis de l'école supérieure de commerce de Pau en 2007.

L'école de commerce de Pau est une école de management fondée en 1962, située à Pau (Pyrénées-Atlantiques). Elle prend son appellation officielle École Supérieure de Commerce en 1969 et rassemble des formations de Bac à Bac + 5 dans les domaines du management, de la communication, de la vente, de la finance, de la comptabilité, du marketing, de la stratégie, des systèmes d’information de gestion, du management international ainsi que de la gestion des ressources humaines. Le Programme Grande École et le Bachelor sont également accessibles en formation continue. Les diplômes Bac+3 (Bachelor) et Bac+5 (master) de l'ESC Pau BS sont reconnus par le Ministère de l'Enseignement Supérieur et de la Recherche et l'EFMD (European Foundation for Management Development).
Le Groupe fait partie du campus de Pau qui rassemble l'école supérieure de commerce de Pau, cinq écoles d'ingénieurs (École nationale d'ingénieurs de Tarbes, École nationale supérieure en génie des technologies industrielles, École internationale des sciences du traitement de l'information, École supérieure des technologies industrielles avancées, ISA BTP, l'IAE de l'UPPA). Il est un département de la Chambre de Commerce et d'Industrie Pau Béarn.

## Recherche
Créé en juin 2007, le laboratoire de recherche IRMAPE (Institut de Recherche en Management et en Pratiques d’Entreprises) a pour vocation de fédérer les équipes de recherche de l’ESC Pau BS composées des professeurs permanents et des professeurs partenaires étrangers. En février 2012, l’IRMAPE est rebaptisé Institut de Recherche en Management et en Pratiques d’Entreprise.

### Apprentissage
Depuis 1994, l'ESC Pau BS développe le cursus en apprentissage.

## Accréditations
- Elle fait partie de la Conférence des grandes écoles et délivre un diplôme de grade Master[2] (Bac + 5) ainsi qu'un diplôme de grade de Licence.
- Certifiée EFMD Accredited (certification internationale de l'EFMD, European Fondation for Management Development)[3].
- Le diplôme de l'école est visé et reconnu par le ministère de l'Enseignement supérieur et de la Recherche[4].
- Inscription au Répertoire national des certifications professionnelles (RNCP)[5].

## Campus

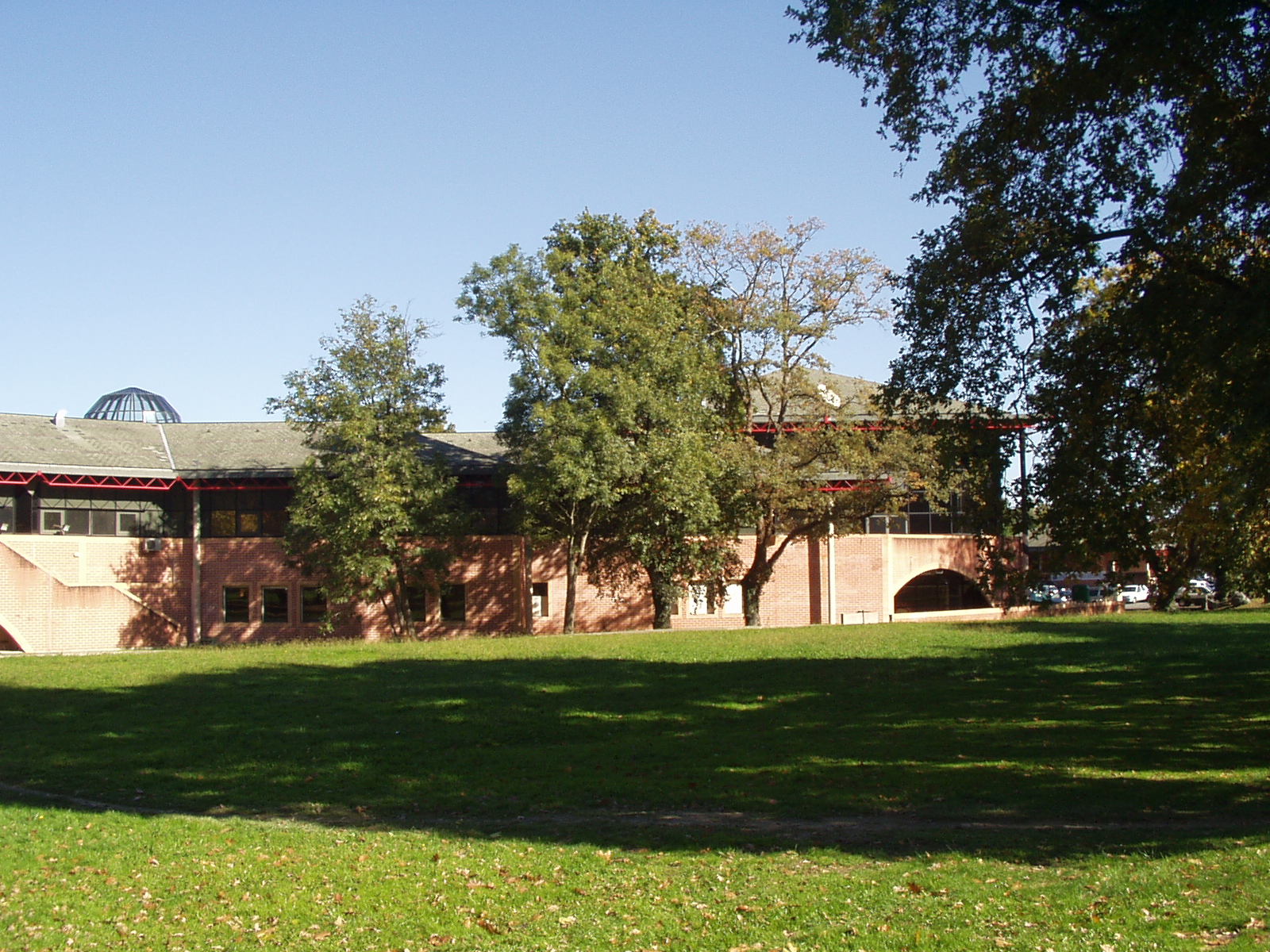
Campus de l'école supérieure de commerce de Pau (face Sud)

Le groupe est implanté sur le campus palois. Elle est voisine de l'université de Pau et des Pays de l’Adour (UPPA), proche de l'ENSGTI, de l'IAE et de la technopôle Hélioparc, le Groupe ESC Pau s'étend sur 10 000 m2 de locaux et 3 ha d'espaces verts.